# Meiersberg

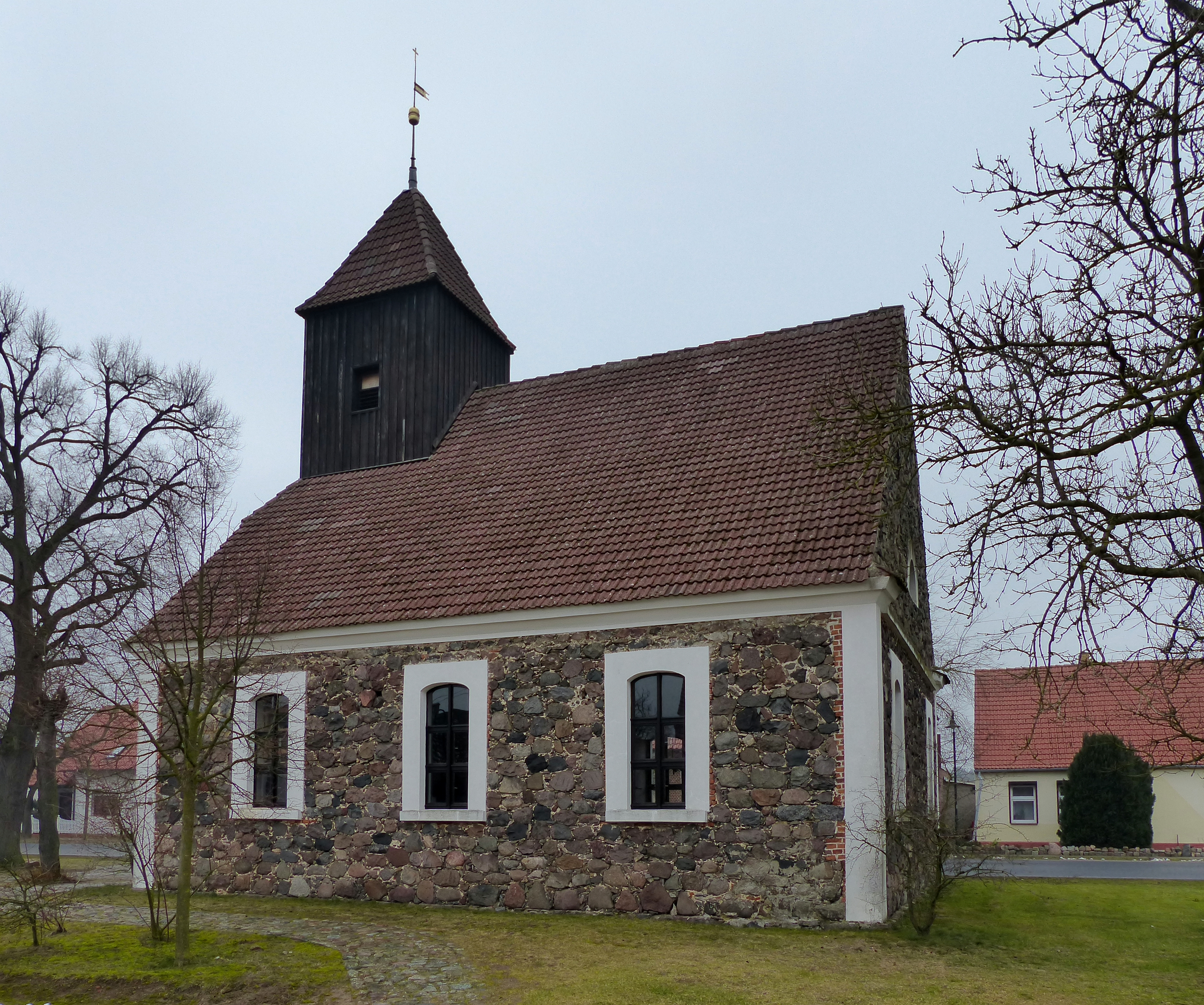
Dorfkirche Meiersberg

Meiersberg ist eine Gemeinde im Landkreis Vorpommern-Greifswald im Osten Mecklenburg-Vorpommerns. Sie wird vom Amt Am Stettiner Haff mit Sitz in Eggesin verwaltet.

## Geografie
Meiersberg ist ein langgestrecktes Angerdorf an der Landstraße von Ueckermünde nach Ferdinandshof am Westrand der Ueckermünder Heide. Am Ortsrand entlang fließt die Zarow, die etwa 8 km weiter in das Stettiner Haff mündet. Das Dorf ist von weitreichenden Wiesenflächen und ausgedehnten Waldgebieten umgeben.
Nachbargemeinden sind Lübs im Norden, Ueckermünde im Nordosten, Liepgarten im Osten sowie Ferdinandshof im Süden und Westen.

## Geschichte
Der Ort entstand im 18. Jahrhundert durch die Ansiedlung von Kolonisten. Zuvor hatte der Oberforstmeister Meyer vom preußischen König Friedrich II. die Genehmigung eingeholt, zwischen der Försterei Jädkemühl und der Kuhmelkerei „Besserdran“ eine Glashütte zu bauen. So entstand 1748 um die Glashütte und den dazugehörigen Teer-Ofen die nach ihrem Gründer benannte Siedlung Meyersberg. Die Schreibweise hat sich erst später gewandelt. 
Neben Meiersberg entstand eine Siedlung für 10 Bauern und 8 Kossäten, die die Äcker bebauten, die durch den Holzeinschlag entstanden waren. Diese Siedlung hieß „Schlabrendorf“, nach dem preußischen Kriegsrat und Kammerdirektor Ernst Wilhelm von Schlabrendorf, der zeitweilig das Amt des Vizepräsidenten der pommerschen Kriegs- und Domänenkammer in Stettin innehatte. Der Ort wuchs später mit Meiersberg zusammen.
1827 wurde eine Kirche aus Feldsteinen erbaut, die sehr schlichte Formen aufweist. Ein Feuer vernichtete 1881 fast das ganze Dorf. Infolgedessen wurde die erste Freiwillige Feuerwehr des Ortes gegründet. Bis zur Jahrhundertwende wurde Meiersberg wieder neu aufgebaut.

## Politik

### Gemeindevertretung und Bürgermeister
Der Gemeinderat besteht (inkl. Bürgermeister) aus 7 Mitgliedern. Die Wahl zum Gemeinderat am 26. Mai 2019 hatte folgende Ergebnisse:
| Partei/Bewerber        | Prozent | Sitze |
| ---------------------- | ------- | ----- |
| CDU                    | 72,21   | 4     |
| SPD                    | 14,53   | 1     |
| Einzelbewerber Gerling | 13,27   | 1     |

Bürgermeister der Gemeinde ist Gerhard Seike, er wurde mit 80,72 % der Stimmen gewählt.

### Dienstsiegel
Die Gemeinde verfügt über kein amtlich genehmigtes Hoheitszeichen, weder Wappen noch Flagge. Als Dienstsiegel wird das kleine Landessiegel mit dem Wappenbild des Landesteils Vorpommern geführt. Es zeigt einen aufgerichteten Greifen mit aufgeworfenem Schweif und der Umschrift „GEMEINDE MEIERSBERG * LANDKREIS VORPOMMERN-GREIFSWALD“.

## Sehenswürdigkeiten
→ Siehe auch: Liste der Baudenkmale in Meiersberg

## Wirtschaft und Infrastruktur
Die Einwohner sind in der Land- und Forstwirtschaft beschäftigt oder pendeln in die angrenzende Städte. In der Gemeinde soll der Fremdenverkehr zukünftig eine größere Rolle spielen, als Kapital wird dabei die Nähe zum Stettiner Haff und die Ueckermünder Heide angesehen.

### Verkehrsanbindung
Im ca. fünf Kilometer entfernten Ferdinandshof besteht Bahnanschluss (Strecke Berlin – Anklam – Stralsund) sowie Anschluss an das Bundesstraßennetz (B 109 Prenzlau – Pasewalk – Anklam).